# Familia Thunderman
Familia Thunderman (engleză The Thundermans) este un serial american de comedie creat de Jed Spingarn. Actorii care au jucat rolurile principale în acest serial sunt Kira Kosarin, Jack Griffo, Addison Riecke, Diego Velazquez, Chris Tallman, Rosa Blasi și Maya Le Clark. 
Serialul a avut premiera în România pe 7 septembrie 2014.

## Distribuție
- Kira Kosarin ca Phoebe Thunderman
- Jack Griffo ca Max Thunderman
- Addison Riecke ca Nora Thunderman
- Diego Velazquez ca Billy Thunderman
- Chris Tallman ca Hank Thunderman
- Rosa Blasi ca Barb Thunderman
- Maya Le Clark ca Chloe Thunderman (Sezoanele 3-4)

## Episoade

### Sezonul 1
1. Aventuri cu superbonele
2. Phoebe vs. Max
3. Petrecere la cină
4. Carnetul de note
5. Ziua chiulului
6. Asta e o treabă pentru...
7. Oaspetele din weekend
8. Mi-ai furat președinția
9. Târg de științe ciudat
10. Crimă după crimă
11. Razna de tot
12. Aniversarea
13. Simțul Thunder
14. Clona lui Phoebe
15. Ziua de naștere
16. O noapte cu fetele
17. Micile cântărețe
18. Azi sunt Dr. Thunderman
19. Hai în vacanță
20. Tata e suplinitor

### Sezonul 2
1. Thunder-mașina
2. Patru eroi și un bebeluș
3. Trepădușii lui Max
4. Pheebs cântă rock
5. Familia Thunderman e bântuită
6. Să tocăm împreună
7. Detectivul albastru
8. Majorete și Pericol iminent
9. Schimbări în artă
10. Furtună de iarnă
11. Părinții nu înțeleg
12. Familia Evilman
13. O poveste fără prietenie
14. Gustul eșecului
15. Necazuri la dublu
16. Cine este mama ta?
17. Grozava cursă de șobolani
18. Mare hoție la mall
19. Nu e chiar Link
20. Frica pelerinei
21. Prânzul ne cheamă
22. Hit cu tunet
23. Fata cu dragonul confuziei
24-25. Un nou erou

### Sezonul 3
1. Phoebe vs. Max: Gangbang-ul in familie
2. Drept la țintă
3. De ce mă tot bâzâi
4. Ieșire spectaculoasă
5. Cui îi e frică de parc?
6. Răul nu doarme niciodată
7. Jucători dubli
8. Sprijin floral
9. Peticește-mă dacă poți
10. Un fel de despărțire
11. Nu loc de mentori bătrâni
12. Întâlnire cu așteptări
13. Seara jocurilor în familie
14. Sărută-mă Nate
15. După școală plimbăm câinele
16. Farsorul original
17. În sus și-n jos
18. Te voi uita, sa vezi
19. Câstigă-i pe părinții
20. Nu mă poți spiona iubire
21. Prințul de Pheebs
22. Mătușa Obrăznicușa
23. Furăm de acasă
24. Înapoi la școală
25-26. Supereroii sunt descoperiți

### Sezonul 4
1. Halloween cu eroi
2-3. Faimă faimă, pleacă de aici!
4. Miroase a spirit de echipă
5. Max spre veceu
6. Nunta aniversară
7. Parcuri și T-Rex
8. Întâlnire cu așteptări
9. Portocaliul este noul Max
10. Despărțire perfectă
11. Forța Z să fie cu tine
12. Strada despărțirii
13. Super Ghinion
14. Fie ce haos o fi
15-16. Thunder în Paradis
17. Salvează trecutul
18. Mici cu muștar
19. Întâlnire perfectă
20. Răzbunarea lui Smith
21. N-ai unde să fugi
22. Un frate important
23. Ritmuri și pantofi de dans
24. Titlu netradus în limba română
25. Asistenta cu țipete
26. Greșeală cu biscuiți
27. Toți Thundermanii președintelui
28. Întunericul Max: Dincolo de tunel
29. Thunder-Suta
30. Eroi în buclă
31-32. Jocurile Thunder